# Asa Branca

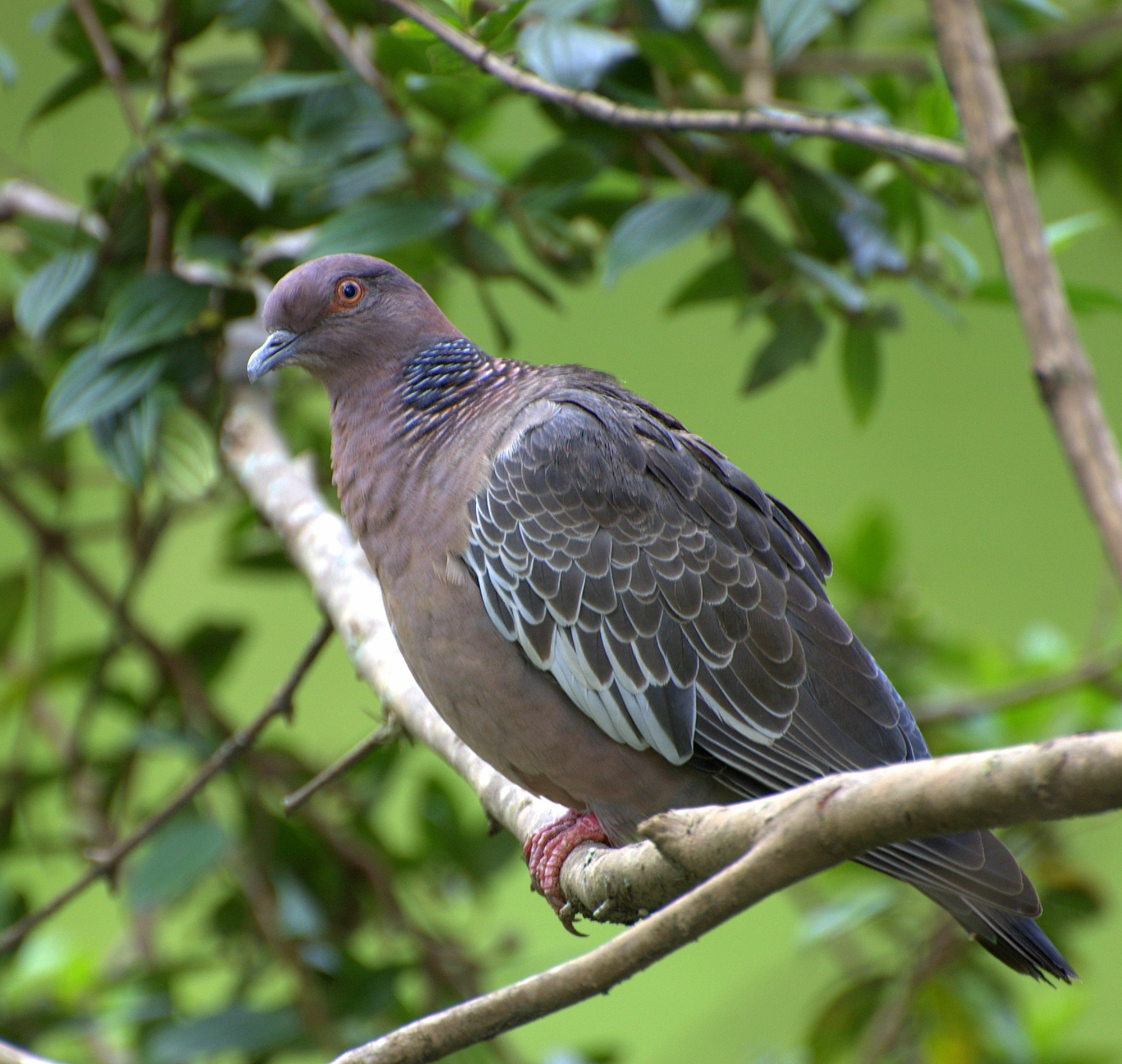
Asa-branca (Patagioenas picazuro) ave que deu nome à canção.

"Asa Branca" é uma canção de baião, de autoria da dupla Luiz Gonzaga e Humberto Teixeira, composta em 3 de março de 1947.
Segundo o ECAD, é uma das músicas mais tocadas em festas juninas, tendo sido a oitava mais tocada do ano de 2010. Segundo relatório do mesmo órgão publicado em abril de 2021, é também a quarta música mais regravada da história do Brasil, com 316 interpretações.

## Temática
O tema da canção é a seca no Nordeste brasileiro que pode chegar a ser muito intensa, a ponto de fazer migrar até mesmo a ave asa-branca — Patagioenas picazuro, uma espécie de pombo também conhecido como pomba-pedrês ou pomba-trocaz. A seca obriga, também,o rapaz a mudar da região. Ao fazê-lo, ele promete voltar um dia para os braços do seu amor.
Há uma continuação de "Asa Branca", intitulada "A Volta da Asa Branca", que trata do retorno do retirante e de sua nova vida no Nordeste. 

## Gravações
A versão mais conhecida é a cantada por Luiz Gonzaga. Além desta versão, a música foi gravada 316 vezes (quando de abril de 2021) por outros artistas, entre eles:
- Nelson Gonçalves
- Lulu Santos
- Fagner
- Caetano Veloso (1971, em seu álbum Caetano Veloso[2])
- Elis Regina
- Liah Soares
- Tom Zé
- Chitãozinho e Xororó e Ney Matogrosso
- Badi Assad
- Maria Bethânia
- Gilberto Gil
- Waldir Azevedo
- Hermeto Pascoal
- Quinteto Violado
- Xangai
- Zé Ramalho
- Raul Seixas (cantada em português e em inglês)
- David Byrne (cantada em inglês)
- Demis Roussos (cantada em inglês)
- Padre Fábio de Melo
- Dominguinhos e Alcymar Monteiro
- Elba Ramalho
- Trio Irakitan (no LP As vozes e o ritmo do Trio Irakitan)
- Jorge Goulart
- Rebecca Lin
- Elba ramalho (DVD Elba Canta Luiz)
- Fred Carrilho (CD "Violão Brasileiro" Vol I)
- Angra (trecho em "Never Understand")
- Gonzaguinha
- Geraldo Vandré (CD Hora de Lutar)